# غوتيا كرشوني
غوتيا كرشوني(بالإنجليزية: Ghoutia Karchouni)، (مواليد 29 مايو 1995): هي لاعبة كرة قدم محترفة، تلعب لاعبة وسط لصالح نادي إنتر الإيطالي للنساء في الدوري الإيطالي لكرة القدم للسيدات ولمنتخب الجزائر لكرة القدم للسيدات.
لعبت سابقًا مع باريس سان جيرمان للسيدات وبوسطن بريكرز. ولدت في فرنسا، تلعب مع منتخب الجزائر لكرة القدم للسيدات.

## المسيرة
انضمت كرشوني لباريس سان جيرمان في 2013. لعبت أول مباراة لها في الدوري ضد نادي كانساس سيتي في 28 أغسطس 2016.
في 20 يوليو 2021، أُعلن عن انضمام كرشوني إلى إنتر للنساء بعقد لمدة عام واحد. في 31 مارس 2023، مُدّد عقدها مع النادي حتى 30 يونيو 2025. في 8 يناير 2024، خضعت كرشوني لعملية جراحية بسبب إصابة في الرباط الصليبي الأمامي.

## المسيرة الدولية
كانت كرشوني جزءًا من تشكيلة فرنسا التي لعبت في كأس العالم للسيدات تحت 17 سنة 2012.
لعبت كرشوني في المباراة النهائية مع فرنسا ضد منتخب إنجلترا تحت 19 سنة.
في 2023، اتخذت كرشوني قرارا بالانضمام إلى المنتخب الجزائري. لذا استدعيت للمشاركة في مباراتين مع المنتخب الجزائري أمام تنزانيا، واللتين أقيمتا في الفترة من 9 إلى 11 أبريل 2023.